# Gerd Schulte (Politiker)
Gerd Hugo Schulte (* 2. März 1943 in Altenhundem; † 16. Februar 2019 in Gelsenkirchen) war ein deutscher Politiker der CDU.

## Ausbildung und Beruf
Gerd Schulte erlangte 1964 das Abitur. Von 1964 bis 1967 studierte er an der Pädagogischen Hochschule Münster. Dort legte er das Examen als Volksschullehrer ab. Von September 1967 bis Dezember 2002 arbeitete er als Lehrer an der Hauptschule Schwalbenstraße, Gelsenkirchen-Buer. Gerd Schulte unterrichtete u. a. Sport und Wirtschaftskunde und wurde dort 1976 Konrektor.

## Politik
Gerd Schulte war seit 1964 Mitglied der CDU. Von 1974 bis 1977 war er Kreisvorsitzender der örtlichen Jungen Union. Von 1977 bis 2003 war er als Vorsitzender für den CDU-Ortsverband Gelsenkirchen-Buer tätig. Er fungierte als Stellvertretender Kreisvorsitzender der CDU Gelsenkirchen. 1989 wurde Schulte Kreisvorsitzender der Kommunalpolitischen Vereinigung (KPV) Gelsenkirchen. Stadtverordneter im Rat der Stadt wurde er 1975 und im Jahr 1989 dort Fraktionsvorsitzender. Schulte war Mitglied im „Verband Bildung und Erziehung“ (VBE).
Gerd Schulte war Mitglied des 13. Landtags von Nordrhein-Westfalen, in den er am 2. Dezember 2002 nachrückte.

## Sonstiges
Er war seit 1964 Mitglied der katholischen Studentenverbindung KDStV Alemannia Greifswald und Münster im CV.